# Сюга
Сюга́ (рос. Сюга) — річка в Росії, ліва притока річки Вала. Протікає територією Кізнерського та Можгинського районів Удмуртії.
Річка починається на південно-східній околиці присілку Люга на кордоні з Кізнерським районом, потім протікає 1 км територією останнього і знову входить на територію Можгинського району. Протікає на північний схід, схід та знову північний схід. Впадає до річки Вала навпроти присілку Борінка. Річка має декілька приток, найбільша з яких ліва Сюгаїлка. Більшою частиною протікає через лісові масиви, нижня течія заболочена.
Довжина річки — 35 км. Висота витоку — 196 м, висота гирла — 113 м, похил річки — 2,4 м/км.
На річці розташовані присілок Люга та місто Можга.